# キング・オブ・ザ・クラウズ
「キング・オブ・ザ・クラウズ」（King Of The Clouds）は、アメリカ合衆国のポップ・ロック・バンドであるパニック!アット・ザ・ディスコの楽曲。2018年6月18日にアルバム『プレイ・フォー・ザ・ウィキッド』からのプロモーション・シングルとして発売された。作詞作曲はブレンドン・ユーリー、ジェイク・シンクレア、アレックス・クレソヴィッチ、サム・ホランダー、スージー・シンの共作。

## 曲の構成
「キング・オブ・ザ・クラウズ」は、R&B風味の楽曲。曲のキーはDマイナーで、テンポは198BPM。ゼイン・ロウとのインタビューで、ブレンドン・ユーリーはアルバムの締め切りの前日に本作をプロデューサーのジェイク・シンクレアに聴かせた際に、シンクレアは本作を「今まで聴いた中で最もかっこいい曲」と評したと語っている。共同プロデューサーのアレックス・クレソヴィッチは、「作業に必要な素材が揃ったのは夜中の2時。締め切りまで数時間しかないし、僕はただ眠らないように必死だった。午前4時半まで作業をやって、締め切りのギリギリの時間にミキシングをやった」と説明している。
歌詞は、ユーリーが友人のサム・ホランダーとカール・セーガン、多元宇宙論、次元間旅行について話し合ったことがモチーフとなっていて、ホランダーはユーリーに気づかれないようにユーリーが口にしたことをすべて書き留めていた。ユーリーは、「キング・オブ・ザ・クラウズ」をアルバム『プレイ・フォー・ザ・ウィキッド』の中でのお気に入りの楽曲として挙げている。また、ユーリーは本作を「すごくボヘミアンっぽい曲」と説明し、クイーンの「ボヘミアン・ラプソディ」に触発されたことを明かしている。

## リリース
「キング・オブ・ザ・クラウズ」は、2018年6月18日にアルバム『プレイ・フォー・ザ・ウィキッド』からのプロモーション・シングルとして発売された。ラジオ用に編集されたバージョンも存在しており、こちらはBeats 1の『Hottest Record in the World Right Now』（2018年6月18日放送回）でエアプレイされた。また、本作発売前の3月8日に公式Instagramでストーリーとして投稿された動画では、本作のオーケストラ・バージョンが使用された。
フォーブス誌のブライアン・ロッリは、本作の特徴として「激しいドラミング」と「魅力的なエレクトロニックのファンファーレ」、「ユーリーが見せつける広い声域」を挙げた。ビルボード誌のサム・トーナウは、本作について「前3曲（『セイ・アーメン（サタデー・ナイト）』『（ファック・ア）シルヴァー・ライニング』『ハイ・ホープス』）と同様に熱狂的な楽曲」と説明した。

## シングル収録曲
| #         | タイトル                                                           | 作詞・作曲 | 時間  |
| --------- | ------------------------------------------------------------------ | --- | ----- |
| 1.        | 「キング・オブ・ザ・クラウズ」(King of the Clouds)                 | ブレンドン・ユーリー ジェイク・シンクレア アレックス・クレソヴィッチ サム・ホランダー スージー・シン | 2:40  |
| 2.        | 「ハイ・ホープス」(High Hopes)                                     | ブレンドン・ユーリー ジェイク・シンクレア ジェニー・オーウェン・ヤングス ローレン・プリチャード サム・ホランダー ウィリアム・ロバン＝ビーン ジョナス・ジェバーグ タイラ・パークス イルジー・ジューバー | 3:12  |
| 3.        | 「セイ・アーメン（サタデー・ナイト）」(Say Amen (Saturday Night))  | ブレンドン・ユーリー ジェイク・シンクレア ローレン・プリチャード サム・ホランダー トビー・ウィンコーン トミー・ペイトン イマード・ロイ・エル＝アミーネ スージー・シン トーマス・ブレネック マイケル・デラー ダニエル・フォーダー アンドリュー・グリーン ブライアン・プロフィリオ ジャレッド・タンケル ネーザン・アブシール | 3:09  |
| 4.        | 「（ファック・ア）シルヴァー・ライニング」((Fuck A) Silver Lining) | ブレンドン・ユーリー ジェイク・シンクレア スコット・チェザック モーガン・キビー ジョニー・ファンチズ マーヴィン・ジュニア | 2:48  |
| 合計時間: | 合計時間:                                                          | 合計時間: | 11:49 |

## クレジット
※出典
- ブレンドン・ユーリー – リード・ボーカル、バックグラウンド・ボーカル、ドラム、作詞作曲
- ジェイク・シンクレア – 作詞作曲、バックグラウンド・ボーカル、ベース、プロデュース
- アレックス・クレソヴィッチ – 作詞作曲、プロデュース[注釈 2]
- サム・ホランダー – 作詞作曲
- スージー・シン – バックグラウンド・ボーカル、アディショナル・プロダクション、エンジニア
- ケネス・ハリス – ギター
- アレックス・クレソヴィッチ – ピアノ、オルガン
- レイチェル・ホワイト – バックグラウンド・ボーカル
- ケイト・ミクーチ – バックグラウンド・ボーカル
- ロブ・メイセス – 指揮者、ストリングス・アレンジ、ホーン・アレンジ
- トーマス・ボーズ – ストリングスリーダー、コンサートマスター（ロンドン）、ヴァイオリン
- ブルース・デュコフ – コンサートマスター（ロサンゼルス）、ヴァイオリン
- チャーリー・ビシャラ – ヴァイオリン
- ジュリー・ジガンテ – ヴァイオリン
- ジェシカ・ガイデリ – ヴァイオリン
- リサ・リュー – ヴァイオリン
- マヤ・マガブ – ヴァイオリン
- セレナ・マッキニー – ヴァイオリン
- ヘレン・ナイテンゲール – ヴァイオリン
- カティア・ポポフ – ヴァイオリン
- テレザ・スタニスラフ – ヴァイオリン
- ワーレン・ジーリンスキー – ヴァイオリン
- ジャッキー・ハートレー – ヴァイオリン
- リタ・マニング – ヴァイオリン
- ピーター・ハンソン – ヴァイオリン
- トム・ピゴット＝スミス – ヴァイオリン
- エムリン・シングルトン – ヴァイオリン
- キャシー・トンプソン – ヴァイオリン
- ブライアン・デンボー – ストリングスリーダー（ロサンゼルス）、ヴィオラ
- ロバート・ブロフィー – ヴィオラ
- ショーン・マン – ヴィオラ
- ザック・デリンジャー – ヴィオラ
- ピーター・レイル – ストリングスリーダー（ロンドン）、ヴィオラ
- ビルース・ホワイト – ヴィオラ
- スティーヴ・エルドリー – ストリングスリーダー（ロサンゼルス）、チェロ
- ジェイコブ・ブラウン – チェロ
- エリック・バイアーズ – チェロ
- キャロライン・デイル – ストリングスリーダー（ロンドン）、チェロ
- ティム・ギル – チェロ
- ジェイソン・ファブス – サクソフォーン
- ピーター・スローカム – サクソフォーン
- モーガン・ジョーンズ – サクソフォーン
- マイク・ロシャ – トランペット
- ジョナサン・ブラドリー – トランペット
- ライアン・ドラゴン – トロンボーン
- ピーター・コビン – ストリングス
- クラウディウス・ミッテンドーファー – ミキシング
- エミリー・レイザー – マスタリング
- クリス・オールグッド – マスタリング（アシスタント）
- レイチェル・ホワイト – アシスタント
- サーシャ・バンバジ – アシスタント
- アンバー・ジョーンズ – アシスタント
- ケイティ・シェイプ – アシスタント
- ジェイソン・モーザー – アシスタント

## チャート成績

### 週間チャート
| チャート (2018年)                             | 最高位 |
| --------------------------------------------- | ------ |
| US Alternative Digital Song Sales (Billboard) | 10     |
| US Hot Rock & Alternative Songs (Billboard)   | 11     |
| US Rock Digital Song Sales (Billboard)        | 10     |

### 年間チャート
| チャート (2018年)             | 順位 |
| ----------------------------- | ---- |
| US Hot Rock Songs (Billboard) | 71   |